# Віл Курвер
Віл Курвер (нід. Wiel Coerver, 3 грудня 1924, Керкраде — 22 квітня 2011, Керкраде) — нідерландський футболіст, що грав на позиції захисника. По завершенні ігрової кар'єри — тренер, розробник методу Курвера, техніки футбольного тренування.

## Ігрова кар'єра
У дорослому футболі дебютував 1942 року виступами за команду «Блеєрхейде», в якій провів дванадцять сезонів.
1954 року, коли в Нідерландах був введений професійний футбол, Курвер перейшов до клубу «Рапід» (Керкраде), за який відіграв ще 5 сезонів, вигравши національний чемпіонат 1956 році. Завершив професійну кар'єру футболіста виступами за команду «Рода» у 1959 році.

## Кар'єра тренера
Розпочав тренерську кар'єру відразу ж по завершенні кар'єри гравця, 1959 року, очоливши тренерський штаб клубу СВН.
1965 року став головним тренером нещодавно створеної «Роди» з рідного Керкраде, де пропрацював один рік, після чого протягом 1966—1970 років очолював тренерський штаб клубу «Спарта» (Роттердам).

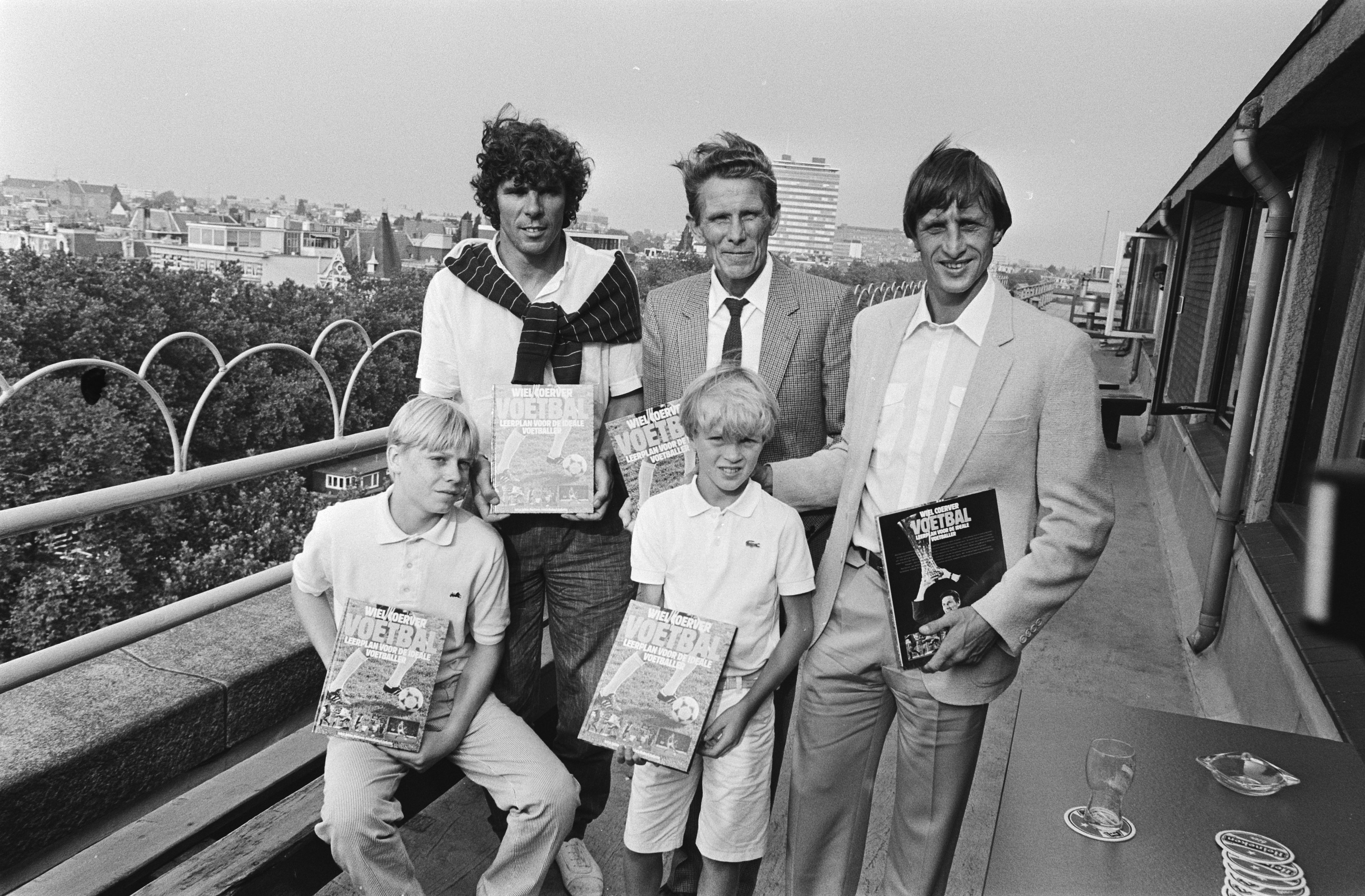
Віл Курвер (у центрі) разом Йоганом Кройфом (праворуч) та Вімом ван Ганегемом на презентації книги Курвера Voetbal, Leerplan voor de ideale Voetballer.. 1983 рік.

1970 року прийняв пропозицію попрацювати у клубі «Неймеген», де провів три роки, а потім протягом двох років був головним тренером «Феєнорда». З цією командою в 1974 році він виграв чемпіонат Нідерландів та Кубок УЄФА.
1975 року був запрошений очолити збірну Індонезії, з якою пропрацював до 1976 року.
Останнім місцем тренерської роботи був клуб «Гоу Егед Іглз», головним тренером команди якого Віл Курвер був з 1976 по 1977 рік.
У 2008 році йому була присуджена національна футбольна Премія імені Рінуса Міхелса.
Помер 22 квітня 2011 року на 87-му році життя у місті Керкраде від наслідків пневмонії.

## Метод Курвера

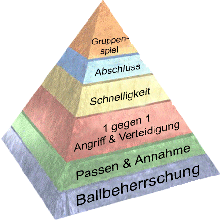
Так звана піраміда Курвера.

Курвер систематизував різні тренерські методики, розробивши власну методику, яка здобула широку популярність. Аналізуючи відеокасети різних великих гравців, включаючи Пеле, він розробив нову концепцію у футболі. За цією методикою гравці прогресують у структурованому порядку, пірамідально, від основ майстерності м'яча до тактично керованої групової атаки.
Відповідно Віл Курвер вважав, що будь-яка дитина методично займаючись футболом протягом десяти років, здатна бути професійним футболістом на топ-рівні. За умови, що вона кожного дня буде розвиватися технічно і розучувати різноманітні футбольні прийоми, а також працювати над їх виконанням, повторюючи їх багаторазово, до повної знемоги.
За його дослідження Віла прозвали «Альбертом Ейнштейном від футболу». Послідовниками «Методу Кувера» стали такі нідерландські фахівці, як Рене Меленстен і Рікардо Моніз. За його методикою, що дозволяє надати діям футболістів непередбачуваність, навчалися багато відомих європейських гравців, включаючи Руда Ван Ністелроя, Ар'єна Роббена і Кріштіану Роналду.

## Титули і досягнення

### Як гравця
- Чемпіон Нідерландів (1):

«Рапід» (Керкраде): 1955–56

### Як тренера
- Чемпіон Нідерландів (1):

«Феєнорд»: 1973–74
- Володар Кубка УЄФА (1):

«Феєнорд»: 1973–74